# Вулиця Академіка Студинського (Тернопіль)
Вулиця Академіка Студинського — вулиця в мікрорайоні «Березовиця міста Тернополя. Названа на честь українського філолога, мово- і літературознавця, фольклориста, письменника, громадського діяча Кирила Студинського.

## Відомості
Розпочинається від вулиці Микулинецької, пролягає на схід вглиб мікрорайону, де і закінчується. На вулиці розташовані переважно приватні будинки. З півночі примикають вулиці Шкільна та Сидора Голубовича, з півдня відгалужуються Садовий та Шкільний провулки.

## Релігія
- Церква Блаженних Новомучеників УГКЦ

## Транспорт
Рух вулицею — двосторонній, дорожнє покриття — асфальт. Громадський транспорт по вулиці не курсує, найближчі зупинки знаходяться на вулиці Микулинецькій.